# Елезово (Вологодская область)
Елезово — деревня в Шекснинском районе Вологодской области.
Входит в состав сельского поселения Фоминского, с точки зрения административно-территориального деления — в Фоминский сельсовет.
Расстояние по автодороге до районного центра Шексны — 65 км, до центра муниципального образования Фоминского — 10 км. Ближайшие населённые пункты — Гвоздево, Митрохово, Андрейково.
По данным переписи в 2002 году постоянного населения не было.